# Mémoires. 50 ans de réflexion politique
Mémoires. 50 ans de réflexion politique est un livre du philosophe, sociologue, politologue, historien et journaliste français Raymond Aron. La première édition paraît en 1983 aux éditions Julliard, en un volume de 778 pages.  
Ce livre est édité quelques mois avant la mort de Raymond Aron. Il connaît un grand succès et sa parution « a été accueillie comme un événement majeur de la vie intellectuelle en France. ».   
L'ouvrage est réédité en deux volumes en collection de poche en 1985. Ces Mémoires sont ensuite réédités en 2010 dans la collection Bouquins, avec plusieurs chapitres inédits,.  
Selon le politologue Philippe Moreau Defarges, ce livre « retrace l'itinéraire intellectuel et politique d'Aron et aide à mieux comprendre la fameuse lucidité aronienne. » et ces « Mémoires sont bien un livre important pour suivre les débats intellectuels français depuis les années 30. ». L'historien britannique Tony Judt partage la même opinion : « Despite their impersonnality, or perhaps because of it, these are a hugely impressive and enlightening guide to the intellectual life of France since the thirties ».